# Affirmed
| - Naam: Affirmed - Vader: Exclusive Native - Moeder: Won't Tell You - Sexse: Hengst - Geboren: 1975 - Kleur: Vos - Fokker: Harbor View Farm - Trainer: Laz Barrera - Record: 29: 22-5-1 - prijzen: $2.393.818 |

Affirmed (21 februari 1975 – 12 januari 2001) was een Amerikaans racepaard.
Affirmed was in 1978 de laatste winnaar van de Triple Crown of Thoroughbred Racing van de twintigste eeuw. Het had een rivaal genaamd Alydar. Alydar kwam van een andere farm die de Harbor View farm steeds probeerde te overtreffen door middel van goede racepaarden. Affirmed en Alydar hebben heel vaak tegen elkaar gelopen en meestal won Affirmed. Alydar was het enige paard in de geschiedenis dat tijdens elke Triple Crown race 2e is geworden.